# PRAGA 1988
PRAGA 1988 nebo také Světová výstava poštovních známek Praga 1988 byla mezinárodní filatelistická exibice, která se konala ve dnech 26. srpna – 4. září 1988 v Praze v Československu. Výstava se konala pod záštitou prezidenta Gustáva Husáka a FIP – Fedération Internationále de Philatélie (česky: Mezinárodní filatelistická federace).

## Exponáty
V soutěžních třídách bylo hodnoceno 928 exponátů z 55 zemí (Pro srovnání v dobovém tisku je udáváno 800 exponátů z 56 zemí.) Nejvíce vystavovaných kusů pocházelo z SRN, celkem 106. Československých exponátů bylo 84.

## Hodnocení
Vystavené kusy hodnotila mezinárodní porota. Tvořilo ji 53 členů a 13 pozorovatelů ze 36 členských zemí FIP. V čele poroty stál Ladislav Dvořáček.

## Ocenění
- Velká čestná cena – A. Fillinger (Francie) – exponát Francouzské armády v době od Ludvíka XIV. do Karla X.
- Velká mezinárodní cena – Z. Mikulski (Švýcarsko) – exponát Rusko, SSSR 1918–1938 a Polsko 1858–1870.
- Velká národní cena – F.W. Hefer (SRN) – exponát Československo 1918–1938.[1][2]

## Zajímavosti
U příležitosti výstavy byla vydána kniha Československá filatelie.